# Palau-solità i Plegamans
Palau-solità i Plegamans – miasto w Hiszpanii, we wspólnocie autonomicznej Katalonii, w prowincji Barcelony. Nazwa Palau-solità i Plegamans powstała na skutek połączenia Palau-Sotola i Plegeman.